# Лудвиг Шварц
Лудвиг Едуардович Шварц (на руски: Людвиг Эдуардович Шварц; на немски: Peter Karl Ludwig Schwarz) e руски астроном и геодезист.

## Биография

### Произход и образование
Роден е на 23 май 1822 година в Гданск, Полша. Израства в Санкт Петербург, където баща му е театрален актьор в императорския двор. Завършва философския факултет на Университета в Дерпт (сега Тартуски университет, Естония), а след това следва астрономия и геодезия в същия университет. След дипломирането си е назначен за помощник в Обсерваторията в Тарту.

### Експедиция в Южен Сибир (1849 – 1853)
През 1849 е назначен за астроном в организираната от Руското географско дружество експедиция за изследване на Задбайкалието възглавявана от Николай Християнович Ахте. От юни до ноември 1850 заедно с топографа Степан Василиевич Крутив извършват топографски, геодезически и астрономически измервания от река Шилка (лява съставяща на Амур) през реките Амазар, Алдан и Ольокма до Лена (град Ольокминск).
През август 1851 се изкачва по река Уда, на 132º и.д. пресича ниския вододел между Уда и Зея (ляв приток на Амур) и по река Купури се спуска до Зея, открива Горнозейската равнина и по същия път се връща обратно. През октомври и ноември 1851, отново заедно с Крутив и топографа Алексей Аргунов пресича хребета Джагди (вододел между Уда и Селемджа) и изследва планинските райони между Селемджа и Бурея (хребета Турана), северните склонове на Бурейнския хребет и южната част на хребета Ям-Алин (150 км, до 2295 м). Самостоятелно Крутив проследява и картира 300 км от течението на река Аргун до устието на река Немилен. По реките Немилен и Тугур групата се завръща в устието на Уда. По извършените от Крутив и Аргунов топографски снимки Шварц нанася на карта хребетите Дусе-Алин и Ям-Алин.
През пролетта на 1852 по миналогодишния си маршрут достига до Горнозейската равнина, пресича я от изток на запад, на 127º и.д. тръгва на север-североизток, пресича Становите планини и през юли достига до горното течение на река Гонам (от басейна на Алдан). Спуска се до средното течение на Гонам, пресича нисък хребет и през септември достига до река Гиним (тя, както и Гонам са леви притоци на Учур от басейна на Алдан). Продължава на североизток покрай югоизточните склонове на хребета Сунагин (2243 м), достига до устието на река Учур и през октомври се завръща в Якутск. Сортирането и обработването на материалите от експедицията продължава до 1854, когато е назначен за главен астроном на експедиция, отново организирана от Руското географско дружество в Източен Сибир.

### Експедиция в Източен Сибир (1855 – 1858)
Експедицията продължава от 1855 до 1858, като участващите в нея военни топографи Арсений Фьодорович Усолцев, Иродион Василиевич Орлов, Иван Степанович Крижин и други, извършват важни географски изследвания и открития.
През юли и август 1857 Шварц се спуска по Лена и се изкачва по десния ѝ приток Витим на 660 км до Делюн-Оронския водопад. През юни 1858 достига до горното течение на река Оя (десен приток на Енисей), където открива Ойския хребет (дължина около 80 км, 2237 м). По хребетите Кулумис (ок. 100 км) и Ергаки достига до югозападната част на хребета Ергак-Таргак-Тайга. Спуска се по река Ус (десен приток на Енисей) и по Енисей и през август се завръща в Минусинск. Покрай десния бряг на Ус открива Мирския хребет (2041 м), а по-на север – Араданския хребет (2456 м). Въз основа на събрания материал от експедициите съставя подробна карта на Задбайкалието и Амурския край. По време на експедициите извършва орографски, физикогеографски и геоложки изследвания, които излизат в отделна книга „Карта речных областей Амура, южной части Лены и Енисея“, СПб., 1861 и в „Труды Сибирской экспедиции“, СПб., 1894, 182 + 110 + 109.

### Късни години
През 1863 е командирован от Министерството на народното просвещение с научна цел в чужбина за две години и след завръщането си през 1865 защитава магистърска степен по астрономия в Дерптския университет. От 1866 е назначен за астроном-наблюдател в Дерптската астрономическа обсерватория, през 1871 получава докторска степен по астрономия, а в края на 1872 е назначен за професор в катедрата по астрономия в същия университет.
През 1874 отново е командирован от Министерството на народното просвещение с научна цел в Източен Сибир и пребивава там до февруари 1875. От 1877 до 1880 е декан на физико-математическия факултет на университета.
Умира в Дерпт на 17 септември 1894 година на 72-годишна възраст.